# Gorka Iraizoz
Gorka Iraizoz Moreno (n. 6 martie 1981) este un fotbalist spaniol de etnie bască, care evoluează la clubul FC Girona în Primera División, pe postul de portar.
Iraizoz a debutat ca fotbalist profesionist la clubul CD Baskonia, a mai jucat în Primera División cu Espanyol, iar cea mai mare parte a carierei și-a petrecut-o la Athletic Bilbao, club pentru care a jucat în peste 300 de meciuri oficiale.

## Palmares
Espanyol
- Copa del Rey: 2005–06[1]
- Cupa UEFA

Finalist: 2006–07
Athletic Bilbao
- Supercopa de España: 2015

Finalist: 2009
- UEFA Europa League

Finalist: 2011–12
- Copa del Rey

Finalist: 2008–09, 2011–12, 2014–15

## Statistici de club
La 5 mai 2015.
| Club               | Sezon         | Campionat          | Campionat | Campionat | Cupă    | Cupă   | Altele  | Altele | Total   | Total  |
| Club               | Sezon         | Divizia            | Meciuri   | Goluri    | Meciuri | Goluri | Meciuri | Goluri | Meciuri | Goluri |
| ------------------ | ------------- | ------------------ | --------- | --------- | ------- | ------ | ------- | ------ | ------- | ------ |
| Bilbao Athletic    | 2000–01       | Segunda División B | 0         | 0         | —       | —      | —       | —      | 0       | 0      |
| Gernika (împrumut) | 2000–01       | Segunda División B | 14        | 0         | —       | —      | —       | —      | 14      | 0      |
| Gernika            | 2001–02       | Segunda División B | 36        | 0         | —       | —      | —       | —      | 36      | 0      |
| Gernika            | Total         | Total              | 50        | 0         | —       | —      | —       | —      | 50      | 0      |
| Espanyol B         | 2002–03       | Segunda División B | 29        | 0         | —       | —      | —       | —      | 29      | 0      |
| Espanyol B         | 2003–04       | Segunda División B | 30        | 0         | —       | —      | —       | —      | 30      | 0      |
| Espanyol B         | Total         | Total              | 59        | 0         | —       | —      | —       | —      | 59      | 0      |
| Espanyol           | 2005–06       | La Liga            | 21        | 0         | 5       | 0      | 6       | 0      | 32      | 0      |
| Espanyol           | 2006–07       | La Liga            | 2         | 0         | 3       | 0      | 15      | 0      | 20      | 0      |
| Espanyol           | Total         | Total              | 23        | 0         | 8       | 0      | 21      | 0      | 52      | 0      |
| Athletic Bilbao    | 2007–08       | La Liga            | 13        | 0         | 1       | 0      | —       | —      | 14      | 0      |
| Athletic Bilbao    | 2008–09       | La Liga            | 36        | 0         | 9       | 0      | —       | —      | 45      | 0      |
| Athletic Bilbao    | 2009–10       | La Liga            | 37        | 0         | 2       | 0      | 12      | 0      | 51      | 0      |
| Athletic Bilbao    | 2010–11       | La Liga            | 37        | 0         | 4       | 0      | —       | —      | 41      | 0      |
| Athletic Bilbao    | 2011–12       | La Liga            | 37        | 0         | 9       | 0      | 15      | 0      | 61      | 0      |
| Athletic Bilbao    | 2012–13       | La Liga            | 35        | 0         | 0       | 0      | 7       | 0      | 42      | 0      |
| Athletic Bilbao    | 2013–14       | La Liga            | 33        | 0         | 0       | 0      | —       | —      | 33      | 0      |
| Athletic Bilbao    | 2014–15       | La Liga            | 34        | 0         | 1       | 0      | 8       | 0      | 43      | 0      |
| Athletic Bilbao    | Total         | Total              | 262       | 0         | 26      | 0      | 42      | 0      | 330     | 0      |
| Total carieră      | Total carieră | Total carieră      | 394       | 0         | 34      | 0      | 63      | 0      | 491     | 0      |

1. 1 2  Apariții în UEFA Cup
2. 1 2  Include 1 apariție în Supercopa de España
3. 1 2 3  Apariții în UEFA Europa League
4. ↑  Apariții în UEFA Champions League